# فاروق صالح العمر
فاروق صالح العمر، مؤرخ ومفكر عراقي

## سيرته
فـاروق صالح عمر الزعبي البصري، ولد في مدينة البصرة (أبو الخصيب) عام 1933، يرجع نسبه إلى قبيلة زعب من قبائل الخليج العربي المعروفة، أنهى دراسته الأولية في البصرة ودخل كلية الآداب قسم التاريخ في جامعة بغداد، وتخرج فيها عام 1961. وحصل على شهادة الماجستير من جامعة عين شمس في عام 1971 ثم حصل على شهادة الدكتوراه من جامعة القاهرة عام 1977، وعين بعد ذلك تدريسياً في كلية الآداب في جامعة البصرة وحصل على درجة الاستاذية عام 1979. ثم عين رئيساً لقسم التاريخ في الجامعة للفترة من عام 1978 ولغاية عام 1980، وعمل في عدد من الجامعات العربية والعالمية

## مؤلفاته
- الاحزاب السياسية في العراق 1921-1971. وهي رسالته لنيل شهادة الماجستير التي حصل عليها من كلية الاداب في جامعة عين شمس بالقاهرة عام 1971 وقد طبعها مركز دراسات الخليج العربي في جامعة البصرة سنة 1987.
- المعاهدات العراقية -البريطانية واثرها في السياسة الداخلية 1922 -1948 وهي اطروحته لشهادة الدكتوراه التي حصل عليها من كلية الاداب في جامعة القاهرة عام 1975 وطبعتها وزارة الاعلام في بغداد عام 1977.
- حول السياسة البريطانية في العراق"1914-1920 (بغداد، 1978).
- حول سياسة بريطانيا في العراق 1913-1921 : دراسة وثائقية، مطبعة الإرشاد، بغداد،1977
- من الاحزاب التقليدية في العراق: حزب الوحدة الوطنية 1934،(البصرة،1979).
- من الصحف العربية في باريس: البصير 1881-1882 (البصرة،1988)
- صحيفة البصير: جريدة صدرت في باريس باللغة العربية 1881- 1882، دار الشؤون الثقافية العامة، بغداد وزارة الثقافة والاعلام، بغداد،1990 .
- مجلة الجنان (البيروتية) 1870- 1886، سلسلة الموسوعة التاريخية الميسرة / الطبعة الأولى، دار الشؤون الثقافية العامة ـ بغداد، 1990 .
- - ثورة مايس 1941 ودول الجوار في الوثائق البريطانية، المطبعة العربية، بغداد 2002.[2]

## فكره
من الرسائل والاطروحات التي أشرف عليها الاستاذ الدكتور فاروق صالح العمر نلاحظ مدى التنوع في اهتماماته البحثية التاريخية.ومن هذه الرسائل والاطروحات ما هو يدور حول«العلاقات السياسية لمملكة غرناطة في القرن الثامن الهجري- الرابع عشر الميلادي» و«إيران في عهد حكومة امير عباس هويدا 1965-1977 دراسة في التطورات الداخلية»، و«موقف بريطانيا من الازمة البولندية 1938-1939»، و«عبد الفتاح إبراهيم ودوره في الحركة الوطنية»، و«العلاقات الأردنية -الاميركية 1953-1973» و«إيران بين الحربين العالميتين العالميتين الأولى والثانية...تطور السياسة الداخلية 1918-1939» و«الاستراتيجية الاميركية تجاه الشرق الأوسط» و«الصراع على السلطة في العراق الجمهوري 1963-1964»، و«غورباتشوف ودوره في السياسة السوفيتية حتى 1991»، و«علاقة المملكة المتوكلية اليمنية ببريطانيا 1954-1962» و«التوجه القومي في صحيفة البريد البصرية بين عامي 1964-1968».